# David J. Wineland
David Jeffrey Wineland (* 24. únor 1944, Milwaukee) je americký fyzik. Pracuje v americkém Národním institutu standardů a technologie. Jeho hlavní oblastí zájmu je optika, využití laserové techniky a rozvíjení kvantového počítače. Roku 2012 získal spolu se Sergem Harochem Nobelovu cenu za fyziku, a to za „průlomové experimentální metody umožňující měření jednotlivých kvantových systémů a manipulaci s nimi“. Již roku 2007 získal Národní vyznamenání za vědu, nejvyšší vědecké ocenění v USA.